# Gare d'Uzès
La gare d'Uzès est une gare ferroviaire française (fermée) de la ligne du Martinet à Beaucaire, située sur le territoire de la commune d'Uzès, dans le département du Gard, en région Occitanie.
Elle est mise en service en 1880 par la Compagnie des chemins de fer de Paris à Lyon et à la Méditerranée (PLM). La Société nationale des chemins de fer français (SNCF) ferme le trafic voyageurs en 1938.

## Situation ferroviaire
Ancienne gare de bifurcation, la gare d'Uzès était située sur la ligne du Martinet à Beaucaire partiellement déclassée. Elle était également l'origine de la Ligne d'Uzès à Nozières - Brignon déclassée en totalité. Son altitude est de 105 m.

## Histoire
Les premières lignes en constructions dans le département ne passant pas par Uzès, les élus vont proposer plusieurs projets de tracés passant par leur ville mais ces derniers ne seront pas repris par la Compagnie des chemins de fer de Paris à Lyon et à la Méditerranée (PLM). C'est finalement un projet de cette compagnie qui va se concrétiser avec l'avant-projet d'une ligne d'Uzès à Remoulins présenté par les services de l'État en 1868. Ce projet prévoit un viaduc pour franchir la vallée de l'Eure, permettant l'établissement de la gare à la Croix des Palmiers.
Bien que ce projet soit déclaré d'utilité publique en 1875, la Compagnie PLM, peu convaincue de la rentabilité de la ligne, propose en 1876 et 1878 un nouveau projet, évitant la construction onéreuse du viaduc, mais établissant la gare à environ 1,5 km du centre-ville. Le conseil municipal proteste en vain, le préfet signe l'arrêté d'expropriation, des emprises de la ligne, le 1er août 1878. Après deux ans de travaux la ligne et la gare sont mises en service le 1er août 1880. Elle est inaugurée en septembre de la même année.
Uzès est alors le terminus d'une courte ligne à voie unique s'embranchant sur la ligne de la rive droite du Rhône à la gare de Remoulins. 
La ligne et la gare sont fermées au trafic voyageurs en 1938. Le trafic marchandises se poursuit jusqu'en 1959 puis des « navettes très spécifiques » circulent jusqu'aux années 1990. 
En 2010 la ligne d'Uzès à Remoulins et la gare reviennent dans l'actualité avec la publication, le 15 septembre 2010, au journal officiel de Réseau Ferré de France (RFF) de la décision de fermeture de cette section. La Fédération nationale des associations d'usagers des transports (FNAUT) engage un recours contre cette décision, dont elle demande l'annulation, en argumentant sur l'intérêt et le potentiel de cette ligne.

## Service des voyageurs
Gare fermée au voyageurs depuis 1938.